# Боббі Ріґґс
Боббі Ріґґс (англ. Bobby Riggs; 25 лютого 1918 — 25 жовтня 1995) — колишній американський тенісист.
Найвищу одиночну позицію світового рейтингу — 1 місце досяг 1939 (за даними Ґордона Лоу), парну — 1 місце — 1942 року (за даними Рея Боверса).
Здобув 103 одиночні титули.
Перемагав на турнірах Великого шолома в одиночному, парному та змішаному парному розрядах.
Завершив кар'єру 1962 року.

## Тенісна кар'єра

### Великий шлем
Одиночний розряд : 3 титули, 2 поразки
| Результат | Рік  | Турнір               | Покриття | Суперник       | Рахунок                 |
| --------- | ---- | -------------------- | -------- | -------------- | ----------------------- |
| Поразка   | 1939 | Чемпіонат Франції    | Ґрунт    | Дон Макніл     | 5–7, 0–6, 3–6           |
| Перемога  | 1939 | Вімблдонський турнір | Трава    | Елвуд Кук      | 2–6, 8–6, 3–6, 6–3, 6–2 |
| Перемога  | 1939 | Чемпіонат США        | Трава    | Велбі Ван Горн | 6–4, 6–2, 6–4           |
| Поразка   | 1940 | Чемпіонат США        | Трава    | Дон Макніл     | 6–4, 8–6, 3–6, 3–6, 5–7 |
| Перемога  | 1941 | Чемпіонат США        | Трава    | Френк Ковач    | 5–7, 6–1, 6–3, 6–3      |

### Pro Slam
Одиночний розряд : 3 титули, 3 поразки
| Результат | Рік  | Турнір      | Покриття | Суперник     | Рахунок                  |
| --------- | ---- | ----------- | -------- | ------------ | ------------------------ |
| Поразка   | 1942 | US Pro      | Трава    | Дон Бадж     | 2–6, 2–6, 2–6            |
| Перемога  | 1946 | US Pro      | Трава    | Дон Бадж     | 6–3, 6–1, 6–1            |
| Перемога  | 1947 | US Pro      | Трава    | Дон Бадж     | 3–6, 6–3, 10–8, 4–6, 6–3 |
| Поразка   | 1948 | US Pro      | Трава    | Джек Креймер | 12–14, 2–6, 6–3, 3–6     |
| Поразка   | 1949 | Wembley Pro | Indoor   | Джек Креймер | 6–2, 4–6, 3–6, 4–6       |
| Перемога  | 1949 | US Pro      | Трава    | Дон Бадж     | 9–7, 3–6, 6–3, 7–5       |

### Часовий графік результатів
1941 року Ріґґс почав виступати на професійних турнірах, тож йому було заборонено виступати на аматорських турнірах Великого шлему.
| W | Ф | ПФ | ЧФ | #Р | КТ | К# | DNQ | A | NH |

(A*) Матч з 1 сету в попередньому колі.
|                                        | 1936                   | 1937                   | 1938                   | 1939                   | 1940                   | 1941                   | 1942                   | 1943                   | 1944                   | 1945                   | 1946                   | 1947                   | 1948                   | 1949                   | 1950                   | 1951                   | 1952                   | 1953                   | 1954                   | 1955                   | 1956                   | 1957                   | 1958                   | 1959                   | 1960                   | 1961                   | 1962                   | SR     | В-П   | Win % |
| Турніри Великого шлему                 | Турніри Великого шлему | Турніри Великого шлему | Турніри Великого шлему | Турніри Великого шлему | Турніри Великого шлему | Турніри Великого шлему | Турніри Великого шлему | Турніри Великого шлему | Турніри Великого шлему | Турніри Великого шлему | Турніри Великого шлему | Турніри Великого шлему | Турніри Великого шлему | Турніри Великого шлему | Турніри Великого шлему | Турніри Великого шлему | Турніри Великого шлему | Турніри Великого шлему | Турніри Великого шлему | Турніри Великого шлему | Турніри Великого шлему | Турніри Великого шлему | Турніри Великого шлему | Турніри Великого шлему | Турніри Великого шлему | Турніри Великого шлему | Турніри Великого шлему | 3 / 8  | 40–5  | 88.9  |
| -------------------------------------- | ---------------------- | ---------------------- | ---------------------- | ---------------------- | ---------------------- | ---------------------- | ---------------------- | ---------------------- | ---------------------- | ---------------------- | ---------------------- | ---------------------- | ---------------------- | ---------------------- | ---------------------- | ---------------------- | ---------------------- | ---------------------- | ---------------------- | ---------------------- | ---------------------- | ---------------------- | ---------------------- | ---------------------- | ---------------------- | ---------------------- | ---------------------- | ------ | ----- | ----- |
| Відкритий чемпіонат Австралії з тенісу |                        |                        |                        |                        |                        | не проводили           | не проводили           | не проводили           | не проводили           | не проводили           | not eligible           | not eligible           | not eligible           | not eligible           | not eligible           | not eligible           | not eligible           | not eligible           | not eligible           | not eligible           | not eligible           | not eligible           | not eligible           | not eligible           | not eligible           | not eligible           | not eligible           | 0 / 0  | 0–0   | –     |
| Відкритий чемпіонат Франції з тенісу   |                        |                        |                        | Ф                      | не проводили           | не проводили           | не проводили           | не проводили           | не проводили           | не проводили           | not eligible           | not eligible           | not eligible           | not eligible           | not eligible           | not eligible           | not eligible           | not eligible           | not eligible           | not eligible           | not eligible           | not eligible           | not eligible           | not eligible           | not eligible           | not eligible           | not eligible           | 0 / 1  | 6–1   | 85.7  |
| Вімблдонський турнір                   |                        |                        |                        | П                      | не проводили           | не проводили           | не проводили           | не проводили           | не проводили           | не проводили           | not eligible           | not eligible           | not eligible           | not eligible           | not eligible           | not eligible           | not eligible           | not eligible           | not eligible           | not eligible           | not eligible           | not eligible           | not eligible           | not eligible           | not eligible           | not eligible           | not eligible           | 1 / 1  | 7–0   | 100.0 |
| Відкритий чемпіонат США з тенісу       | 4р                     | ПФ                     | 4р                     | П                      | Ф                      | П                      | not eligible           | not eligible           | not eligible           | not eligible           | not eligible           | not eligible           | not eligible           | not eligible           | not eligible           | not eligible           | not eligible           | not eligible           | not eligible           | not eligible           | not eligible           | not eligible           | not eligible           | not eligible           | not eligible           | not eligible           | not eligible           | 2 / 6  | 27–4  | 87.1  |
| Турніри Про-Слем                       | Турніри Про-Слем       | Турніри Про-Слем       | Турніри Про-Слем       | Турніри Про-Слем       | Турніри Про-Слем       | Турніри Про-Слем       | Турніри Про-Слем       | Турніри Про-Слем       | Турніри Про-Слем       | Турніри Про-Слем       | Турніри Про-Слем       | Турніри Про-Слем       | Турніри Про-Слем       | Турніри Про-Слем       | Турніри Про-Слем       | Турніри Про-Слем       | Турніри Про-Слем       | Турніри Про-Слем       | Турніри Про-Слем       | Турніри Про-Слем       | Турніри Про-Слем       | Турніри Про-Слем       | Турніри Про-Слем       | Турніри Про-Слем       | Турніри Про-Слем       | Турніри Про-Слем       | Турніри Про-Слем       | 3 / 18 | 36–16 | 69.2  |
| U.S. Pro                               |                        |                        |                        |                        |                        |                        | Ф                      |                        | NH                     |                        | П                      | П                      | Ф                      | П                      | ПФ                     | ПФ                     |                        | ПФ                     | 1р                     | ЧФ                     |                        | ЧФ                     | ЧФ                     | ЧФ                     |                        | A*                     | A*                     | 3 / 13 | 29–11 | 72.5  |
| French Pro                             |                        |                        |                        |                        | не проводили           | не проводили           | не проводили           | не проводили           | не проводили           | не проводили           | не проводили           | не проводили           | не проводили           | не проводили           | не проводили           | не проводили           | не проводили           | не проводили           | не проводили           | не проводили           |                        | NH                     |                        |                        |                        |                        |                        | 0 / 0  | 0–0   | –     |
| Wembley Pro                            | NH                     |                        | NH                     |                        | не проводили           | не проводили           | не проводили           | не проводили           | не проводили           | не проводили           | не проводили           | не проводили           | не проводили           | Ф                      | ПФ                     | ЧФ                     | ЧФ                     | ЧФ                     | NH                     | NH                     |                        |                        |                        |                        |                        |                        |                        | 0 / 5  | 7–5   | 58.3  |
| В-П                                    | 2–1                    | 5–1                    | 3–1                    | 19–1                   | 5–1                    | 6–0                    | 4–1                    | 0–0                    | 0–0                    | 0–0                    | 5–0                    | 6–0                    | 4–1                    | 6–1                    | 3–2                    | 3–3                    | 1–1                    | 3–2                    | 0–1                    | 1–1                    | 0–0                    | 0–1                    | 0–1                    | 0–1                    | 0–0                    | 0–0                    | 0–0                    | 6 / 26 | 76–21 | 78.4  |